# Reisdoel: menselijk brein
Reisdoel: menselijk brein (Engelse titel: Fantastic Voyage) is een sciencefictionroman uit 1971 van de Amerikaanse schrijver Isaac Asimov. Dit boek verscheen in 1967 reeds een eerste maal in de reeks Zwarte Beertjes.
Het oorspronkelijk boek werd door Asimov geschreven in 1966 en was een bewerking van het filmscript van Fantastic Voyage. Omdat Asimov een snelle schrijver was en de verfilming vertraging opliep was het boek er eerder dan de film, vandaar de misvatting dat de film gemaakt werd naar het boek en niet omgekeerd. Omdat de schrijver niet echt tevreden was met het resultaat herschreef hij het boek volledig in 1989 onder de titel Fantastic Voyage II: Destination Brain.

## Synopsis
Het jaar 1995 en de briljante professor Benes is ernstig ziek. Om hem te redden worden vijf specialisten (vier mannen en één vrouw) met een duikboot atomisch ingekrompen tot de omvang van een enkele bacterie. Daarna wordt door middel van een injectienaald de onderzeeër in de bloedbaan van de patiënt gebracht. Het team heeft zestig minuten om een bloedstolsel in de hersenen te vernietigen voordat ze terug de normale grootte krijgen. Indien ze dan niet terug uit het lichaam van de professor zijn, wordt deze uiteengereten. Ze worden als vreemde indringer meteen aangevallen door de witte bloedcellen in het bloed. De expeditie wordt verder bemoeilijkt doordat een van de specialisten een verrader is die de redding van de professor probeert te verijdelen.